# Tamás Vicsek

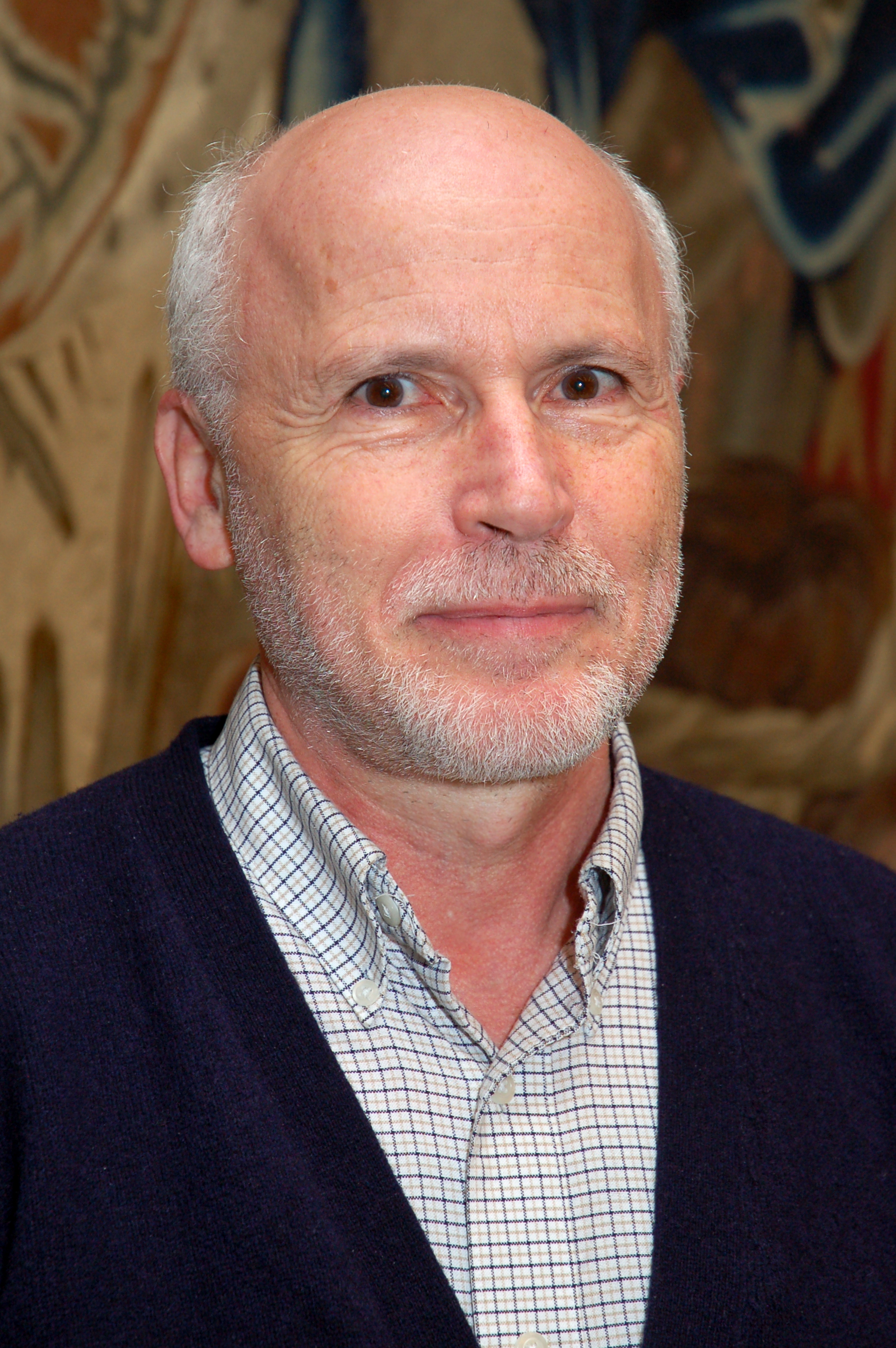
Tamás Vicsek en 2011

Tamás Vicsek (Budapest, 10 de mayo de 1948) es un científico húngaro con intereses de investigación en estudios numéricos de los líquidos densos, la teoría de la percolación, la simulación de Monte Carlo de los modelos de clúster, fenómenos de agregación, crecimiento fractal, la formación de patrones (con experimentos de laboratorio y de simulación), fenómenos colectivos en sistemas biológicos (flocado, oscilaciones, las multitudes), motores moleculares, la locomoción celular in vitro. Ocupó el cargo de profesor de física en la Universidad Eötvös Loránd, Budapest, Hungría, y fue a visitar a los científicos en diversas instituciones académicas.
Su nombre es homónimo del fractak de Vicsek y el modelo de Vicsek de la conducta de enjambre.
Obtuvo el M. Sc. en la Universidad Lomonosov de Moscú en 1972 y el doctorado en la Universidad de Lajos Kossuth en 1976.

## Premios y reconocimientos
- 1990: Premio de la Academia húngara de Ciencias
- 1999: Premio Széchenyi
- 2003: Premio Leo Szilard  (hu:Leó Szilárd professzori ösztöndíj)
- 2006: Miembro de la Sociedad Estadounidense de Física